# Saint-Sylvain, Corrèze
Saint-Sylvain là một xã thuộc tỉnh Corrèze trong vùng Nouvelle-Aquitaine miền trung Pháp.